# Pallacanestro maschile ai IV Giochi panamericani
Il Campionato maschile di pallacanestro ai IV Giochi panamericani si è svolto dal 21 aprile al 3 maggio 1963 a San Paolo, in Brasile, durante i IV Giochi panamericani. La vittoria finale è andata alla nazionale statunitense.

## Squadre partecipanti
- Brasile
- Canada
- Messico
- Perù
- Porto Rico
- Stati Uniti
- Uruguay

## Girone unico
| Squadra     | G | V | P | PF  | PS  | DP   |
| ----------- | - | - | - | --- | --- | ---- |
| Stati Uniti | 6 | 6 | 0 | 516 | 340 | +176 |
| Brasile     | 6 | 5 | 1 | 500 | 390 | +110 |
| Porto Rico  | 6 | 4 | 2 | 447 | 451 | -4   |
| Uruguay     | 6 | 2 | 4 | 371 | 402 | -31  |
| Perù        | 6 | 2 | 4 | 399 | 454 | -55  |
| Canada      | 6 | 1 | 5 | 387 | 470 | -83  |
| Messico     | 6 | 1 | 5 | 415 | 528 | -113 |

## Risultati
| San Paolo 21 aprile 1963, ore 20:00 | Uruguay | 59 – 52 (30-22) | Perù |  |

| San Paolo 21 aprile 1963, ore 21:30     | Stati Uniti | 93 – 65 (48-29) | Porto Rico |  |
| \| \| \| \| \| Bradds 17 \| Punti \| \| |             |                 |            |  |
|                                         |             |                 |            |  |
| Bradds 17                               | Punti       |                 |            |  |

| San Paolo 23 aprile 1963, ore 19:00 | Canada | 76 – 69 (34-36) | Messico |  |

| San Paolo 23 aprile 1963, ore 20:30 | Brasile | 95 – 59 | Perù |  |

| San Paolo 23 aprile 1963, ore 22:00 | Porto Rico | 69 – 62 | Uruguay |  |

| San Paolo 24 aprile 1963, ore 22:00     | Stati Uniti | 80 – 47 | Canada |  |
| \| \| \| \| \| Bradds 14 \| Punti \| \| |             |         |        |  |
|                                         |             |         |        |  |
| Bradds 14                               | Punti       |         |        |  |

| San Paolo 25 aprile 1963, ore 20:00 | Perù | 77 – 68 | Messico |  |

| San Paolo 25 aprile 1963, ore 21:30 | Brasile | 68 – 40 (34-22) | Uruguay |  |

| San Paolo 27 aprile 1963, ore 20:00 | Porto Rico | 84 – 74 | Canada |  |

| San Paolo 27 aprile 1963, ore 21:30 | Brasile | 106 – 66 | Messico |  |

| San Paolo 28 aprile 1963, ore 21:30    | Stati Uniti | 104 – 56 | Perù |  |
| \| \| \| \| \| Shipp 18 \| Punti \| \| |             |          |      |  |
|                                        |             |          |      |  |
| Shipp 18                               | Punti       |          |      |  |

| San Paolo 29 aprile 1963, ore 20:00 | Messico | 91 – 86 (38-39) | Uruguay |  |

| San Paolo 29 aprile 1963, ore 21:30 | Brasile | 81 – 67 (32-20) | Porto Rico |  |

| San Paolo 30 aprile 1963, ore 20:00 | Perù | 81 – 53 (30-22) | Canada |  |

| San Paolo 30 aprile 1963, ore 21:30 | Stati Uniti | 65 – 52 | Uruguay |  |

| San Paolo 1º maggio 1963, ore 16:30 | Porto Rico | 87 – 67 | Messico |  |

| San Paolo 1º maggio 1963, ore 21:30 | Brasile | 84 – 80 (38-33) | Canada |  |

| San Paolo 2 maggio 1963, ore 19:30 | Porto Rico | 75 – 74 (36-37) | Perù |  |

| San Paolo 2 maggio 1963, ore 22:00              | Stati Uniti | 96 – 54 (47-31) | Messico |  |
| \| \| \| \| \| Shipp, Jackson 18 \| Punti \| \| |             |                 |         |  |
|                                                 |             |                 |         |  |
| Shipp, Jackson 18                               | Punti       |                 |         |  |

| San Paolo 3 maggio 1963, ore 16:30 | Uruguay | 72 – 57 | Canada |  |

| San Paolo 3 maggio 1963, ore 21:30     | Stati Uniti | 78 – 66 (37-31) | Brasile | (30.000 spett.) |
| \| \| \| \| \| Shipp 22 \| Punti \| \| |             |                 |         |                 |
|                                        |             |                 |         |                 |
| Shipp 22                               | Punti       |                 |         |                 |

## Classifica finale
| Pos. | Squadra     | Formazione |
| ---- | ----------- | --- |
|      | Stati Uniti | Stati UnitiAdams, Bradds, Ernst, Gibson, Jackson, Kojis, McKinney, Peterson, Reed, Shipp, Smallwood, Torrence, All. Garland Pinholster               |
|      | Brasile     | BrasileAmaury, Bira, Celso Scarpini, Edson Bispo, Fritz, Menon, Mosquito, Rosa Branca, Sucar, Victor, Waldemar, Wlamir, All. Kanela                  |
|      | Porto Rico  | Porto RicoBáez, Bocachica, Cancel, Campos, Dijols, Droz, Frontera, Gutiérrez, McCadney, Torres, Valle, Vicéns, All. Lou Rossini                      |
| 4.   | Uruguay     | UruguayPoyet, Pisano, Márquez, Blixen, Ciavattone, Scarón, de León, Gómez, Roca, Martelo, Caneiro, Turcatti, All. Olguiz Rodríguez                   |
| 5.   | Perù        | PerùBenalcázar, Claudet, E. Duarte, Ra. Duarte, Guzmán, Ri. Duarte, Podestá, Saldarriaga, A. Sangio, T. Sangio, Sevilla, Vargas, All. -              |
| 6.   | Canada      | Canada4 Galanchuk, 5 Blacker, 6 Stephens, 7 Lilja, 8 West, 9 Tait, 10 Larsen, 11 Dirom, 12 Way, 13 McDonald, 14 Fester, 15 Inglis, All. Bob Hamilton |
| 7.   | Messico     | MessicoCamero, Grajeda, Heredia, Izaguirre, Peña, Pontvianne, Quintanar, Raga, Torres, Vega, Zea, All. -                                             |